# Il manoscritto di Van Hecken
Il manoscritto di Van Hecken è un film italiano del 1999 diretto da Nicola De Rinaldo.

## Trama
Una donna impiegata alla Soprintendenza ai beni archivistici di Napoli è in crisi con il suo compagno, ma il suo il lavoro riesce a distrarla. Un manoscritto del '500, opera del pittore fiammingo Van Hecken, scompare e lei deve cercarlo. La ricerca avviene nei luoghi più nascosti e suggestivi di Napoli.